# Starry Wish
「Starry Wish」（スターリー・ウィッシュ）は、日本の声優・歌手である水瀬いのりの楽曲。作詞はnozomi、作曲はKOUGA、nozomiが担当している。水瀬の3枚目のシングルとして2016年11月9日にKING AMUSEMENT CREATIVEより発売された。2016年11月16日には水瀬の楽曲として初めての台湾盤がWarner Music Taiwan（中国語: 華納音樂 (台灣)）より発売された。
この楽曲はTVアニメ『ViVid Strike!』のエンディングテーマとして制作された、水瀬の初のアニメタイアップ曲である。これまでの水瀬の楽曲で最高の売り上げを記録し、オリコン週間CDランキングで8位を獲得した。楽曲の初公開は『ViVid Strike!』のWeb限定SPOT映像である。また、NHK総合の音楽番組『NAOMIの部屋』でライブ・パフォーマンスが披露された。『NAOMIの部屋』の公開収録が「Starry Wish」のライブ・パフォーマンスの初披露であり、のちに『KING SUPER LIVE 2017 TRINITY』など複数のライブイベントで披露されている。

## 背景
2016年6月5日に都内で行われた水瀬の2ndシングル『harmony ribbon』の発売記念イベントにて3rdシングルのリリースが発表された。2016年7月8日には水瀬がTVアニメ『ViVid Strike!』にヒロインのフーカ・レヴェントン役で出演し、エンディングテーマを歌唱することが発表されていた。3rdシングルの表題曲でありTVアニメ『ViVid Strike!』のエンディングテーマとして制作されたのが「Starry Wish」で、水瀬のソロデビューから約1年で初めてのアニメタイアップ曲である。
『ViVid Strike!』はアニメやゲーム、小説、マンガなどが展開されている『魔法少女リリカルなのは』シリーズのTVアニメ5作目となる作品。これまでのTVアニメ4作と劇場版アニメ2作のオープニング・エンディングテーマはいずれもヒロインを演じる水樹奈々と田村ゆかりが務めていた。『ViVid Strike!』ではヒロインが変わったことに伴い、テーマソングもヒロインを演じる水瀬いのりと小倉唯が担当している。水瀬にとって『魔法少女リリカルなのは』はアニメソングに興味を持ち、アニソン歌手を目指すきっかけとなった作品である。
エンディングテーマの「Starry Wish」に対して、オープニングテーマは2人目のヒロインのリンネ・ベルリネッタを演じる小倉の7thシングル表題曲「Future Strike」である。これ以降、同レーベルに所属する水瀬と小倉はライブイベント『KING SUPER LIVE 2017 TRINITY』で共演、水瀬がオープニングテーマを担当したTVアニメ『徒然チルドレン』では小倉がエンディングテーマを担当し、TVアニメ『ポプテピピック』第1話オープニングテーマ「Twinkling star」を共に歌唱するなど歌手として複数の共演がある。

## 制作、音楽性
落ち着いたテンポで、オーケストラの壮大さに水瀬のエモーショナルな歌声が交わった楽曲。この楽曲で用いられた楽器は7種類で12人の演奏者が参加しており、楽器数と演奏者数はこれまでの水瀬の楽曲で最も多い（楽器数は「MELODY FLAG」と同数）。作詞・作曲・編曲はnozomiとKOUGAが担当していて、この2人はテレビ朝日系列の音楽番組『musicる TV』の「ミリオン連発音楽作家塾」からプロになった作詞家・作曲家である。KOUGAはピアノも担当している。これまでにKOUGAはつばきファクトリーや℃-uteなどのアーティストの楽曲を制作しており、TV番組のBGMやインディーズの楽曲を制作していたnozomiにとっては「Starry Wish」がメジャーデビュー作品である。プロデュースはこれまでの水瀬の楽曲に引き続きKING RECORDSの森井佑介とSony Music Artistsの八十島耕治が務めている。
TVアニメ『ViVid Strike!』のエンディングテーマとして制作されたので、作品に寄り添う曲にするために水瀬はシナリオを全話読んだうえで録音に臨んだ。ただし、水瀬は自らが演じる『ViVid Strike!』のキャラクター「フーカ・レヴェントン」としてではなく「エンディングを歌う水瀬いのりの立ち位置」で歌っていると話している。タイトルについても当初はアニメのテーマやフーカ・レヴェントンの性格から「強さ」や「まっすぐさ」といった意味が込められた案が考えられていたが、最終的には直接的な熱量ではなく「じわじわと熱さを感じる曲」として「Starry Wish」というタイトルに決まった。これに対して小倉の歌うオープニングテーマ「Future Strike」はアニメに寄り添ったロックチューンで、小倉はレコーディングのときは作品のことだけを思い浮かべて歌っていると話しており、歌詞もアニメの2人のヒロインの関係性を表したものとなっている。この2曲について水瀬は「唯ちゃんのOPが燃えるような赤い炎だとしたら、私のEDは青い炎というイメージがありました」と話している。

## リリース、プロモーション
2016年11月9日にKING AMUSEMENT CREATIVEより発売された。初回封入特典として「特製トレカ」が封入されたほかに、特定の販売店で購入した場合は先着で各チェーン店ごとに全12種類のブロマイドやクリアファイルが特典として配布された。また、水瀬の楽曲で初めての台湾盤が2016年11月16日にWarner Music Taiwan（中国語: 華納音樂 (台灣)）より発売された。2016年11月・12月には日本各地と台湾で発売記念イベントが予定されていたが中止となっている。
シングル『Starry Wish』には「夏の約束」と「MELODY FLAG」の2曲のカップリング曲が収録されている。カップリング曲もメディアで使用されており、2曲目の「夏の約束」はシチュエーションCD『√HAPPY+SUGAR=VACATION』の主題歌に起用され、3曲目の「MELODY FLAG」は文化放送のラジオ番組『水瀬いのり MELODY FLAG』のテーマソングに起用されている。
この楽曲のプロモーションは主にTVアニメ『ViVid Strike!』に関連づけた形で行われた。初めて楽曲の一部が公開されたのは『ViVid Strike!』のWeb限定SPOT映像である。2016年11月にはTOKYO MXなどで放送されたアニメソング系の音楽情報番組『リスアニ！TV 5th Season』第33回に水瀬が出演して楽曲と『ViVid Strike!』について話をしている。そのほかにも水瀬が『ViVid Strike!』で共演する小倉唯と共に表紙を飾った声優情報雑誌『声優グランプリ』2016年11月号などにインタビュー・広告が掲載され、『フリーペーパーアニカン』Vol.172では『ViVid Strike』の特集として水瀬、小倉、西村純二監督のインタビューとともに『Starry Wish』の広告が掲載されている。

## チャート成績、評価
『Starry Wish』は初週に推定16,055枚を売り上げ、オリコン週間CDランキングで8位を獲得した。これは、これまでの水瀬の楽曲で最高の売り上げであり、オリコン週間CDランキングの一桁順位と初週売上の1万枚越えも『Starry Wish』が初めてとなる。2016年11月21日のBillboard Japan Hot Animationでは6位にランクインしており、この週の声優アーティストの楽曲では最も高い順位となっている。
楽曲について『ViVid Strike!』で監督を務めた西村純二は「OPもEDも曲が始まったときから素直に「来た！」と思わせるような曲になっていて、作品の内容にもすごくマッチしています」と話している。この楽曲での水瀬の歌唱は複数の高い評価を受けている。塚越淳一は音楽雑誌『アニカンR』Vol.18で「ゆったりとした曲調だが、ひとつひとつの言葉を大切に歌い上げる、彼女の表現力に驚かされた」と評価し、音楽情報サイト『CDジャーナル』では「ピアノと壮大なストリングスとで進行していく王道なバラード「Starry Wish」で、思わずその歌唱力に息を飲んでしまう」と評価されている。

## アートワーク、ミュージック・ビデオ
ジャケット写真は、無数の星が散らばる世界で純白の衣装に身を包み微笑みかける水瀬が星の欠片を両手に浮かべるというデザインになっている。『夢のつぼみ』と『harmony ribbon』に引き続き、デザインは内田あみか、撮影は加藤アラタによって行われている。
ミュージック・ビデオには白い衣装と青い衣装の二人の水瀬が出演し、白い衣装の水瀬がキャンドルに包まれる世界で歌に願いを込め、鳥籠に閉じこもっている青い衣装の水瀬の自由を祈り、それに応えるように青い衣装の水瀬は大空に羽ばたいていくという演出になっている。これは『ViVid Strike!』のヒロインであるリンネとフーカの関係性とシンクロしたストーリーになっている。水瀬がろうそくに囲まれるシーンは、廃墟風のスタジオでおよそ300個のろうそくを使用して撮影された。ミュージック・ビデオは公式YouTubeチャンネルで公開されたほかに1stアルバム『Innocent flower』初回限定盤のBlu-rayに収録されている。

## ライブ・パフォーマンス
2016年9月26日に開催されたNHK総合の音楽番組『シブヤノオト』・『NAOMIの部屋』の公開収録で初めて披露され、2016年10月21日に『NAOMIの部屋』でライブ・パフォーマンスが放送された。また、2017年1月1日に水瀬のYouTube公式チャンネルで公開された『2017 水瀬いのり 新春特番』では作曲を担当したKOUGAのピアノ伴奏による「Starry Wish」特別バージョンが披露されている。
2017年5月7日に舞浜アンフィシアターで開催された『ViVid Strike!』のスペシャルイベント「ViVid☆PARTY」では水瀬が演じるフーカ・レヴェントンのキャラクターソング「明日への風」とともに「Starry Wish」が披露された。このほかにも『ViVid Strike!』で共演した小倉唯と上坂すみれと共に2017年3月5日に出演した『KING SUPER LIVE 2017 TRINITY』や、2017年12月2日に開催された水瀬の1stライブ『水瀬いのり 1st LIVE Ready Steady Go!』など複数のライブイベントで披露されている。

## シングル収録内容
| #         | タイトル        | 作詞      | 作曲          | 編曲              | 時間  |
| --------- | --------------- | --------- | ------------- | ----------------- | ----- |
| 1.        | 「Starry Wish」 | nozomi    | KOUGA, nozomi | KOUGA             | 4:07  |
| 2.        | 「夏の約束」    | 久下真音  | カヨコ        | 千葉"naotyu-"直樹 | 4:10  |
| 3.        | 「MELODY FLAG」 | 中野領太  | 中野領太      | 中野領太          | 4:45  |
| 合計時間: | 合計時間:       | 合計時間: | 合計時間:     | 合計時間:         | 13:02 |

## 参加アーティスト
- All vocals and chorus：水瀬いのり

| Starry Wish - Guitar：原田雄一 - Bass：櫻井陸来 - Drums：田中孝之介 - Piano：KOUGA - Violin：舘村 結、黒澤はづき、白壁美緒、竹内瑞紀 - Viola：小西智子、青木 光 - Cello：飯島瀬里香、佐藤 慧 | 夏の約束 - Guitar：石成正人 - Bass：田辺トシノ - Drums：山内“masshoi”優 - Strings：室屋Strings - Violin：室屋光一郎、徳永友美、坂口弦太郎、小寺里奈、申愛聖 - All other instruments and programming：千葉"naotyu-"直樹 | MELODY FLAG - Guitar：大西省吾 (agehasprings) - Bass：二家元亮介 - Drums：髭白 健 - Piano：岸田勇気 - 1st Violin：中島優紀 - 2nd Violin：佐藤帆乃佳 - Viola：三品芽生 - Cello：蒲谷克典 - Programming and all other instruments：中野領太 (onetrap) |

シングル『Starry Wish』ブックレットより

## メディアでの使用
| # | 曲名            | タイアップ                                           | 出典  |
| - | --------------- | ---------------------------------------------------- | ----- |
| 1 | 「Starry Wish」 | テレビアニメ『ViVid Strike!』エンディングテーマ      | [ 7 ] |
| 2 | 「夏の約束」    | シチュエーションCD『√HAPPY+SUGAR=VACATION』主題歌    | [ 5 ] |
| 3 | 「MELODY FLAG」 | 文化放送『水瀬いのり MELODY FLAG』オープニングテーマ | [ 5 ] |

## リリース日一覧
| 地域 | リリース日     | レーベル                                       | 規格                   | 規格品番   |
| ---- | -------------- | ---------------------------------------------- | ---------------------- | ---------- |
| 日本 | 2016年11月9日  | KING AMUSEMENT CREATIVE                        | CD                     | KICM-1726  |
| 日本 | 2016年11月9日  | KING AMUSEMENT CREATIVE                        | デジタル・ダウンロード |            |
| 台湾 | 2016年11月16日 | Warner Music Taiwan（中国語: 华纳音乐 (台湾)） | CD                     | 5419745262 |

## チャート
| チャート                                | 最高 順位 | 出典   |
| --------------------------------------- | --------- | ------ |
| 日本・オリコン 週間CDシングルランキング | 8         | [ 2 ]  |
| Billboard Japan Hot 100                 | 13        | [ 59 ] |
| Billboard Japan Hot Animation           | 6         | [ 43 ] |
| Billboard Japan Hot Singles Sales       | 12        | [ 60 ] |
| M-ON!J-POP最強カウントダウン50          | 14        | [ 61 ] |

## 収録作品

### アルバム
| 楽曲        | アルバム            | 発売日       | 備考                  |
| ----------- | ------------------- | ------------ | --------------------- |
| Starry Wish | 『Innocent flower』 | 2017年4月5日 | 1stオリジナルアルバム |

### 映像作品
| 楽曲        | アルバム                                     | 発売日         | 備考                      |
| ----------- | -------------------------------------------- | -------------- | ------------------------- |
| Starry Wish | 『Inori Minase 1st LIVE Ready Steady Go!』   | 2018年4月4日   | 1stライブBlu-ray          |
| Starry Wish | 『Inori Minase LIVE TOUR 2018 BLUE COMPASS』 | 2018年10月17日 | 2ndライブBlu-ray          |
| Starry Wish | 『Inori Minase MUSIC CLIP BOX』              | 2019年6月26日  | 1stミュージッククリップ集 |
| 夏の約束    | 『Inori Minase LIVE TOUR 2018 BLUE COMPASS』 | 2018年10月17日 | 2ndライブBlu-ray          |
| MELODY FLAG | 『Inori Minase 1st LIVE Ready Steady Go!』   | 2018年4月4日   | 1stライブBlu-ray          |
| MELODY FLAG | 『Inori Minase LIVE TOUR 2018 BLUE COMPASS』 | 2018年10月17日 | 2ndライブBlu-ray          |